# Solène Durand

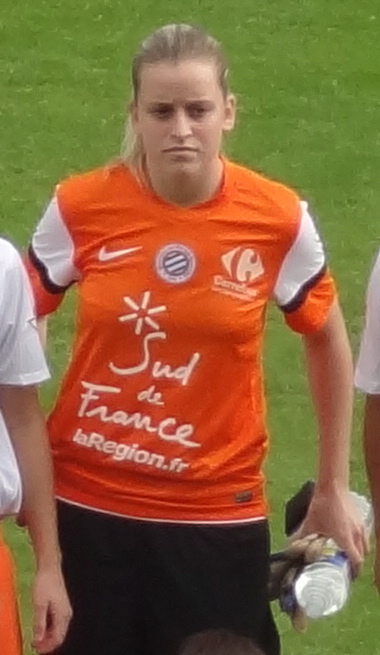
Solène Durand (2012)

Solène Marie Reine Durand (* 20. November 1994 in Saint-Rémy) ist eine französische Fußballspielerin.

## Vereinskarriere
Solène Durand spielte seit früher Kindheit bei zwei Amateurvereinen aus ihrer burgundischen Heimatregion, zunächst in Varennes-le-Grand und anschließend in Châtenoy-le-Royal. Zur schon dort bekleideten Position als Torfrau kam sie eigener Aussage zufolge, weil sie damals ein Fan von Grégory Coupet gewesen sei. 2009 fand die talentierte 14-Jährige Aufnahme im Nachwuchszentrum des Montpellier HSC, wo sie bereits in derselben Spielzeit zu einigen Einsätzen im zweiten Frauenteam des MHSC kam, das in der Division 3 um Punkte spielte. Dadurch geriet sie auch frühzeitig in das Blickfeld des französischen Jugendauswahltrainerstabes (siehe den Abschnitt weiter unten). Bereits ab 2011/12 wurde sie hinter Laëtitia Philippe zur zweiten Torhüterin bei dem Frauenteam, das in der höchsten französischen Liga spielte – erstes Punktspiel im Januar 2012 –, kam aber vorrangig noch in Montpelliers U-19 zum Einsatz.
In der Saison 2012/13 löste sie Philippe sogar als Nummer eins im Tor der MHSC-Frauen ab und bestritt 14 der 22 Ligaspiele. Allerdings war diese Rolle nicht von Dauer: Solène Durand hütete in den folgenden vier Jahren bei lediglich noch 15 der 88 Punktspiele das Tor. Immerhin wurde sie dafür ab 2014 im Vereinspokalwettbewerb entschädigt, in dem regelmäßig sie und nicht Philippe auflief; dort stand sie sowohl 2015 als auch 2016 mit ihren Mitspielerinnen im Finale um die Coupe de France féminine. Einen Titel gewann sie dabei allerdings nicht, weil in beiden Endspielen Olympique Lyon am Ende die Oberhand behielt – jeweils mit 2:1 und trotz anfänglicher Führung der Frauen aus Montpellier.
Als der Verein im Sommer 2017 zusätzlich noch zwei weitere Torhüterinnen (Méline Gérard und die Amerikanerin Casey Murphy) unter Vertrag nahm, zog Solène Durand die Konsequenzen und wechselte nach acht Jahren zu einem Ligakonkurrenten in die Bretagne, um endlich regelmäßig Spielpraxis zu bekommen. Bei En Avant Guingamp hieß die Trainerin Sarah M’Barek, und die hatte bis 2013 die Ligaelf des MHSC betreut. Auch deshalb wurde Durand auf Anhieb zur unangefochtenen Stammspielerin und hat in ihren ersten beiden Saisons dort nicht eine einzige Meisterschaftsbegegnung versäumt.
Nach vier Jahren verließ sie Guingamp, unterschrieb beim FCO Dijon einen Zweijahresvertrag und kehrte somit in ihre Herkunftsregion zurück.

### Stationen
- AS Varennes-le-Grand (2000–2006)
- AS Châtenoy-le-Royal (2006–2009)
- Montpellier HSC (2009–2017)
- EA Guingamp (2017–2021)
- FCO Dijon (seit 2021)

## Nationalspielerin
Solène Durand hatte sämtliche Jugendauswahlteams durchlaufen und war darin, anders als im Verein, jeweils Stammspielerin und zudem sehr erfolgreich. Mit den französischen B-Mädchen (U-16/U-17) brachte sie es auf 14 internationale Einsätze und wurde 2011 Vizeeuropameisterin. Es schloss sich ein Dutzend Partien mit Frankreichs weiblicher A-Jugend an, worunter 2013 der Gewinn des Europameisterschaftstitels fiel. Und mit den U-20-Juniorinnen (insgesamt fünf Spiele) gelang ihr immerhin ein dritter Platz bei der Weltmeisterschaft 2014 in Kanada, wie schon im Jahr zuvor unter Trainer Gilles Eyquem.
Obwohl Durand mit 1,71 m für eine Torhüterin nicht gerade groß gewachsen ist und in Guingamp erst wenige Punktspiele bestritten hatte, wurde die neue Nationaltrainerin Corinne Diacre bei ihrem Neuaufbau der französischen Frauen-Nationalmannschaft frühzeitig auf sie aufmerksam und berief sie für zwei Freundschaftsspiele im September 2017 zum ersten Mal in das Aufgebot. Seither fand sie in diesem Kreis regelmäßig Berücksichtigung und wurde als dritte Torfrau hinter Sarah Bouhaddi und Pauline Peyraud-Magnin sowohl in den französischen Kader für die Weltmeisterschaft 2019 im eigenen Land als auch für das Tournoi de France 2020 berufen. Dabei kam sie gegen die Niederlande zu ihrem ersten A-Länderspieleinsatz. Knapp zwei Jahre danach hütete Durand bei diesem Turnier erneut das Tor. (Stand: 16. Februar 2022) Aufgrund einer Mitte April bei einem Ligaspiel erlittenen schweren Kreuzbandverletzung musste sie Diacre, bei der sie mittlerweile als zweite Torfrau „gesetzt“ ist, für die Europameisterschaft 2022 absagen.
Sie wurde für die WM-Endrunde 2023 in Australien und Neuseeland nominiert. Einziger Einsatz war im Viertelfinale, wo sie kurz vor Ende der Verlängerung eingewechselt wurde. Trotz 2 parierter Elfmeter im anschließenden Elfmeterschießen schied sie mit der Mannschaft im Viertelfinale gegen die Australierinnen aus.

## Palmarès
- U-17-Vizeeuropameisterin 2011
- U-19-Europameisterin 2013
- Drittplatzierte bei der U-20-Weltmeisterschaft 2014
- Französische Pokalfinalistin 2015 und 2016